# Yahya al-Muhtal

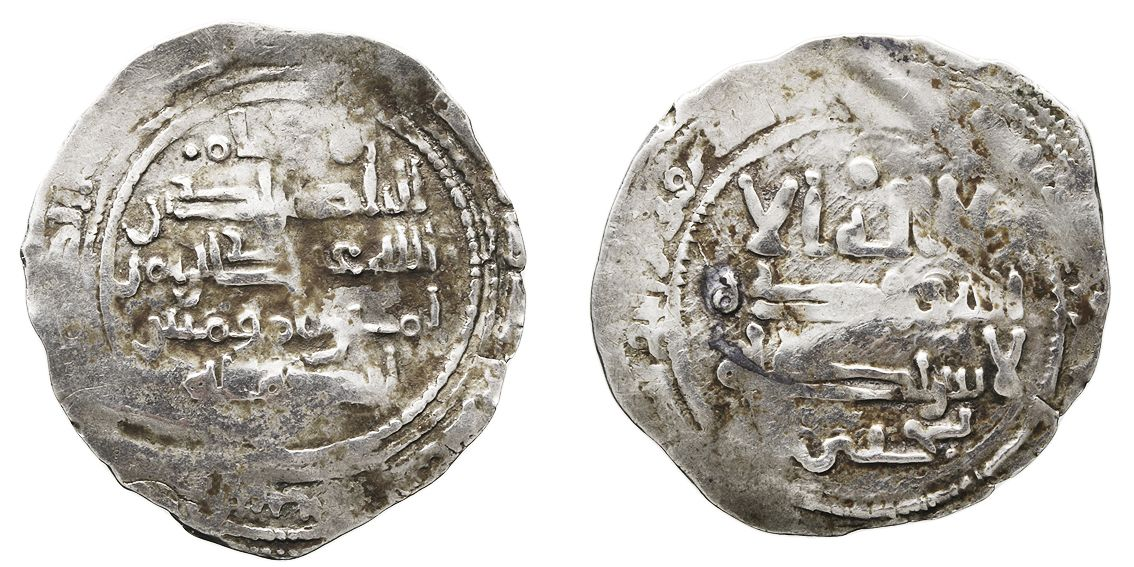
Dírham de plata acuñado durante el reinado de Yahya.

Yahya I al-Muhtal (en árabe: المعتلي بالله يحيى بن علي al-mu‘talī bi-llāh yaḥyā bin ‘alī). Noveno califa del Califato de Córdoba; tercero y último perteneciente a la dinastía Hammudí, entre 1021 y 1023 y entre 1025 y 1026, y fundador y primer rey de la taifa de Málaga.
Hijo del califa Alí ben Hamud al-Násir, se negó a reconocer como sucesor de su padre a su tío Al-Cásim al-Mamún por lo que en 1021 abandonó el gobierno de la ciudad de Ceuta, que había heredado de su difunto padre cuando este accedió al califato. Tras desembarcar en Málaga, se dirigió al frente de un ejército bereber hacía Córdoba.

## Primer califato
Ante la inminente llegada de Yahya, Al-Cásim huyó de la capital del califato y se refugió en Sevilla, dando lugar al primer periodo de gobierno de su sobrino Yahya al-Muhtal que adoptará el título de al-mu'tali bi-l·lah (El elevado por Alá). Sin embargo no pudo derrotar a su tío y ante la inseguridad de Córdoba se replegó a Málaga. En febrero de 1023 Al-Cásim recuperó brevemente el trono.
Sin embargo, las tensiones entre los bereberes y los cordobeses llevaron a Al-Cásim a abandonar nuevamente la capital, hecho que sin embargo no sirvió para que Yahya al-Muhtal recuperara el trono, ya que los partidarios de los omeyas cordobeses eligieron como nuevo califa a Abderramán V. Yahya al-Muhtal, asentado en Málaga, apresó a su tío Al-Cásim que se había refugiado en Jerez, haciéndolo ejecutar, y esperó su oportunidad para recuperar el trono cordobés. 

## Segundo califato
Una nueva rebelión cordobesa destronó a Abderramán V siendo sustituido por un familiar Muhámmad III, pero Yahya no renunció a recuperar Córdoba. La ocasión se le presentó en 1025, cuando el entonces califa Muhámmad III, al recibir la noticia de que Yahya preparaba un ejército para conquistar Córdoba, huyó de la ciudad, lo que facilitó que éste entrara en la ciudad (9 de noviembre) con lo que inició su segundo periodo como califa. Sin embargo, la difícil situación cordobesa limitó su estancia hasta marzo de 1026 cuando decidió regresar a Málaga, dejando la ciudad a cargo de su visir  Abu Yáfar Áhmad ben Musa. Este hecho, junto a los desórdenes que se sucedieron en Córdoba, hicieron que la dinastía hammudí fuera definitivamente expulsada del poder califal. En junio de 1027 los cordobeses eligieron al que sería el último califa del califato, el omeya Hisham III.

## Taifa de Málaga
Yahya siguió gobernando Málaga y tras la caída del califato en el 1031, estableció la taifa de Málaga al unir bajo su mandato las coras de Rayya (Málaga) y al-Yazírat (Algeciras). 
| Predecesor: Al-Cásim al-Mamún | Califa de Córdoba 1021 – 1023 en guerra contra Al-Cásim al-Mamún y Abderramán V | Sucesor: Abderramán V            |
| Predecesor: Muhámmad III      | Califa de Córdoba 1025 – 1026                                                   | Sucesor: Interregno (Hisham III) |
| Predecesor: -                 | Rey taifa de Málaga 1026 – 1035                                                 | Sucesor: Idris I al-Muta'ayyad   |